# Новодарьевка (посёлок)
Новода́рьевка (укр. Новодар'ївка) — посёлок, относится к Ровеньковскому городскому совету Луганской области Украины. Де факто — с 2014 года населённый пункт контролируется самопровозглашённой Луганской Народной Республикой.

## Географическое положение
Не путать с одноимённым селом Новодарьевкой, расположенным к юго-юго-западу от посёлка, строго на юг от Ровенёк. Соседние населённые пункты: город Ровеньки на западе; посёлки Дзержинский на юго-западе и Нагольно-Тарасовка на юге, Киселёво и Шахтёрское на юго-востоке, Ленинское на востоке, Калиновка, Покровка и Кленовый на севере. Расстояние от посёлка до Ровенёк по автодороге — 11 км, до Луганска — 68 км, до Киева — 834 км.

## История
Поселение возникло в 1876—1878 годы в ходе строительства железной дороги и до 1932 года называлось Дарьевка.
В 1938 году был получен статус посёлка городского типа.
В ходе Великой Отечественной войны в 1941 году посёлок был оккупирован наступавшими немецкими войсками, но в 1943 году — освобождён советскими войсками.
В 1953 году здесь вели добычу угля, действовали щебёночный завод, семилетняя школа, библиотека и клуб.
В конце 1960-х годов основой экономики являлась добыча угля, здесь находилась центральная усадьба совхоза «Ровеньковский», действовали шахтоуправление, щебёночный завод, училище, две средние школы, начальная школа, межрайонный диспансер, 3 клуба и 2 библиотеки.
В 1981 году численность населения составляла 5,2 тыс. человек, основой экономики являлась добыча угля, также здесь действовали щебёночный завод, асфальтобетонный завод, газокомпрессорная станция, совхоз, 4 общеобразовательные школы, больница, медицинская амбулатория, 3 клуба, 3 библиотеки.
В январе 1989 года численность населения составляла 5001 человек.
По данным переписи 2001 года население составляло 4534 человека.
В мае 2009 года расположенная в пгт. Новодарьевка газокомпрессорная станция "Дарьевка" Луганского линейного управления магистральных газопроводов была внесена в перечень особо важных объектов нефтегазовой отрасли Украины.
На 1 января 2013 года численность населения составляла 4444 человека.

## Транспорт
Находится в 15 км от железнодорожной станции Дарьевка на линии Дебальцево — Должанская Донецкой железной дороги.

## Местный совет
94786, Луганская область, Ровеньковский городской совет, пгт. Новодарьевка, ул. Школьная, д. 39